# St. Peter und Paul (Duszniki-Zdrój)

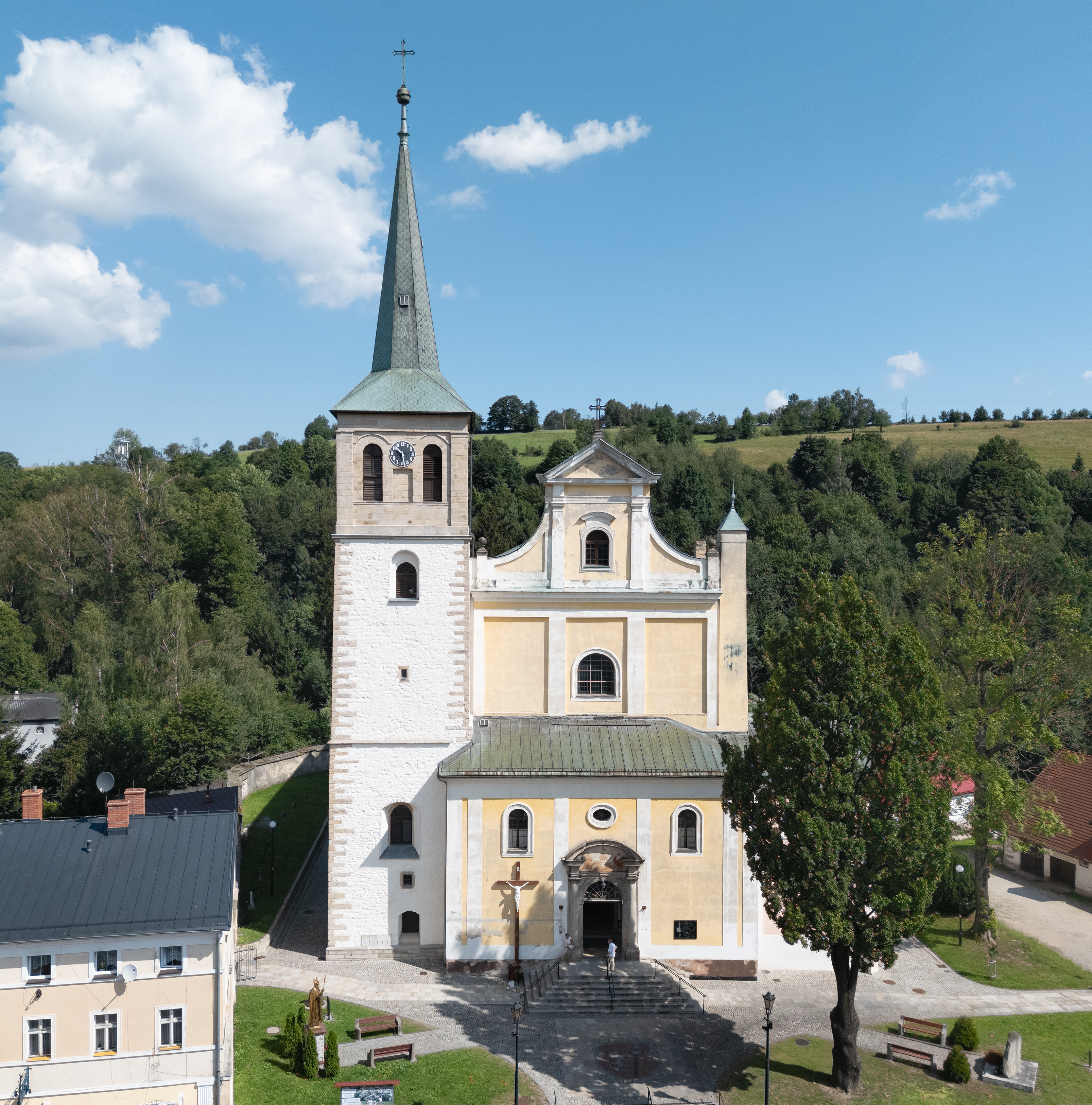
Pfarrkirche der hll. Apostel Peter und Paul

Die Kirche der hll. Peter und Paul (polnisch Kościół śś. Piotra i Pawła) ist eine Römisch-katholische Pfarrkirche in Duszniki-Zdrój (deutsch Bad Reinerz) im Powiat Kłodzki (Glatz) in der Woiwodschaft Niederschlesien in Polen. Bis 1972 gehörte sie zusammen mit der vormaligen Grafschaft Glatz zum Erzbistum Prag und danach bis 2004 zum Erzbistum Breslau. Seither ist das Bistum Świdnica (Schweidnitz) zuständig.
Die Kirche wurde am 19. September 1960 unter Nr. A/1716/742 in das Verzeichnis der Baudenkmäler der Woiwodschaft Niederschlesien eingetragen.

## Geschichte
Die Kirche bestand schon um die Mitte des 14. Jahrhunderts und war bereits eine Pfarrkirche. Damals gründete der erste bekannte Besitzer der Herrschaft Hummel und der Stadt Reinerz, Titzko (Thyczko) von Pannwitz, der für das Jahr 1341 als Burggraf von Glatz belegt ist, eine Altarstiftung zu Ehren der hll. Maria und Katharina. Dem jeweiligen Altaristen sollte eine Wohnung sowie eine halbe Hube Acker, zwei Gärten, eine Wiese und jährlich ein bestimmter Geldbetrag gewährt werden. Zu seinen Verpflichtungen gehörte u. a. das regelmäßige zelebrieren der Heiligen Messe in der Pfarrkirche und dreimal die Woche auf dem Schloss Landfried. Dort sollte ihm jedes Mal zusammen mit dem Burggrafen ein Mahl gereicht werden. Erster Altarist war ein Priester Matthias, dem jedoch der hierfür ausgefertigte Stiftungsbrief in Glatz verbrannt war. Deshalb erneuerten der Ritter Titzko von Pannwitz und dessen fünf Söhne am 1. März 1366 die Stiftung („in oppido Reynhardi die prima Martii 1366“). Am 23. April 1406 bestätigte der damalige Besitzer der Herrschaft Hummel, Dietrich (Dittrich) von Janowitz (Dětrich z Janovic), die Altarstiftung und erhöhte zugleich das Stiftungsvermögen. Zudem wurde festgelegt, dass der jeweilige Pfarrer von Reinerz einen weiteren Priester als Amtsgehilfen unterhalten solle und einer der beiden der „böhmischen“ Sprache mächtig sein müsse. Das Patronats- und Besetzungsrecht für die Pfarrkirche wurde vom jeweiligen Erbherrn der Herrschaft Hummel ausgeübt.
Neben dem Mediatstädtchen Reinerz waren die Dörfer Friedersdorf, Roms, Keilendorf, Utschendorf, Hermsdorf, Rückers und Harte zu dieser Kirche eingepfarrt. Nachdem die Herrschaft Hummel 1561 als erledigtes Lehen an den böhmischen Landesherrn gefallen war, ging das Patronats- und Besetzungsrecht an diesen über.
Während der Reformation diente die Kirche als evangelisches Gotteshaus. Die Altarstiftung erlosch um die Mitte des 16. Jahrhunderts; der zugehörige Acker wurde vom Reinerzer Stadtrat verkauft. Mit finanzieller Unterstützung durch das landesherrliche Rentamt konnte die Kirche 1576 erweitert und erneuert werden. 1598 wurde eine neue Kanzel angeschafft, die später an die Dreifaltigkeitskapelle abgegeben wurde. Der seit etwa 1566 amtierende lutherische Pfarrer musste die Kirche 1603 wieder abgeben. Danach wurde sie von katholischen Priestern, ab 1609 vom Glatzer Dechanten Hieronymus Keck verwaltet und 1619 wiederum von Protestanten in Besitz genommen. Nach der Schlacht am Weißen Berg und der Rückeroberung der Grafschaft Glatz durch die Kaiserlichen 1623 und der nachfolgenden Rekatholisierung des Glatzer Landes wurde die Kirche erst 1656 im Auftrag des Prager Erzbischofs Ernst Adalbert von Harrach durch den Breslauer Weihbischof Johann Balthasar Liesch von Hornau geweiht. 1628 ließ George Zwiener von Hutberg, Vogt der Herrschaft Hummel, an der Friedhofsmauer ein Erbbegräbnis mit einem kleinen Altar errichten.
Als zu Anfang des 18. Jahrhunderts die Kirche wegen der Zunahme der Gläubigen zu klein geworden war, wurde das Gebäude bis auf einige Mauern abgetragen und an gleicher Stelle ab 1708 ein Neubau errichtet. Lediglich der Kirchturm mit zwei Glocken wurden beibehalten. Da sich der Innenausbau aus unbekannten Gründen verzögerte, konnte das neue Gotteshaus erst 1730 im Auftrag des Prager Erzbischofs Daniel Joseph Mayer von Mayern durch den Glatzer Dechanten Andreas Franz Kainz, der zugleich Pfarrer von Mittelwalde war, geweiht und damit dem gottesdienstlichen Gebrauch übergeben werden. 1768 wurde die Kirche vom Prager Weihbischof Johann Andreas Kayser von Kaysern visitiert, 1802 durch den Erzbischof Wilhelm Florentin von Salm-Salm, der damals 704 Gläubige firmte.

## Beschreibung
Die Kirche steht auf einem erhöhten Platz in der Nähe des Rings. Sie wurde im Stil des Barock erbaut und besitzt eine stilgleiche, reiche Innenausstattung.
- Das Tonnengewölbe mit Stichkappen ist mit Gemälden und floralen Motiven verziert.
- Den architektonischen Hochaltar schuf der aus Schwaben stammende Bildschnitzer Michael Kössler, ebenso die acht Apostelfiguren im Chor und Langhaus.
- Das Hauptaltarbild „Abschied der hll. Petrus und Paulus“ stammt von dem bekannten böhmischen Maler Peter Johann Brandl.
- Die vom damaligen Pfarrer Heinel gestiftete, überregional bekannte Schiffskanzel, die auch als „Walfischkanzel“ bezeichnet wird, wurde ebenfalls von Michael Kössler geschaffen. Es ist ein Kunstwerk mit theatralischer Wirkung, das auf die alttestamentliche Geschichte „Jona und der Wal“[4] Bezug nimmt: Der Prediger steht im Rachen des Fisches. Unter dem Maul befinden sich Engel und die vier Evangelisten, über dem Maul der Prophet Ezechiel. Darüber sind die vier Kirchenväter zu sehen und, vom Strahlenkranz umgeben, der Leidende Christus, dessen Blut in einen Kelch strömt. Gegenüber der Kanzel steht die Figur des böhmischen Landesheiligen Johannes Nepomuk.
- Der Taufbrunnen im Stil der Renaissance wurde 1560 geschaffen. Den Aufsatz Taufe Christi schuf 1761 Michael Klahr d. J.
- Der Vierzehn-Nothelfer-Altar in der Seitenkapelle soll der schönste Altar des Glatzer Landes sein. Sein Schöpfer ist unbekannt.[5]
- Weitere Seitenaltäre sind der Kreuzigung und der hl. Anna gewidmet.

## Priester (Auswahl)
- Andreas Faulhaber, Kaplan, Märtyrer
- Joseph Kögler, Kaplan, Heimatforscher zur Geschichte der Grafschaft Glatz
- Wilhelm Hohaus, Kaplan, später Großdechant und Generalvikar
- Franz Monse, Kaplan, später Großdechant und Generalvikar
- Alfred Beck (1895–1972), Pfarrer 1933–1946[6]